# Alþingishúsið

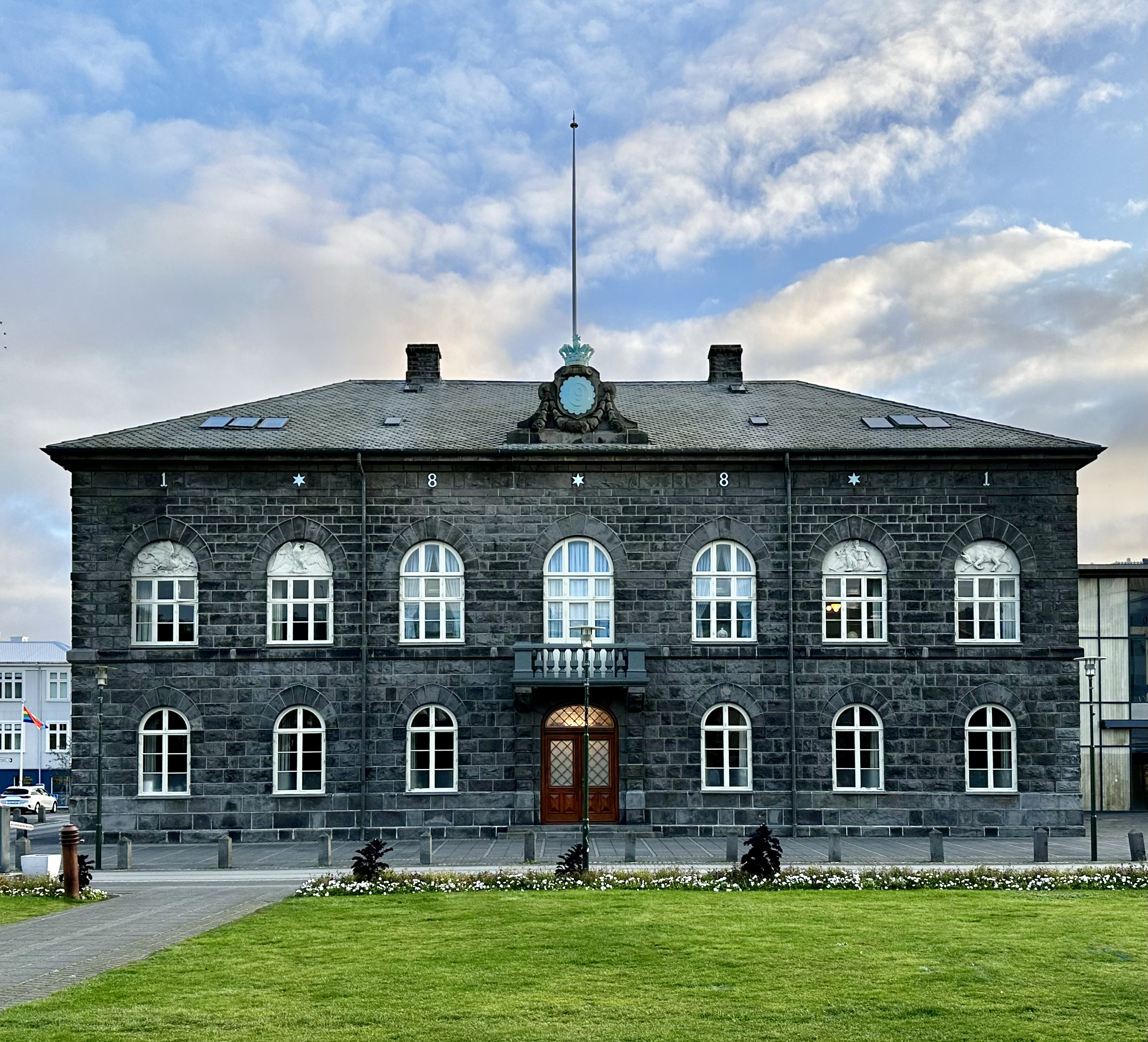
Alþingishúsið in Reykjavík

Das Alþingishúsið ist ein Gebäude aus dem 19. Jahrhundert im Zentrum der isländischen Hauptstadt Reykjavík. Es beherbergt das isländische Parlament Althing. Das Gebäude wurde vom dänischen Architekten Ferdinand Meldahl entworfen und von 1880 bis 1881 aus Dolerit errichtet.
Das Gebäude beherbergte bereits die Nationalbibliothek und ein Museum, später auch die Nationalgalerie. Von 1911 bis 1940 nutzte die Universität Island die Räumlichkeiten. Bis 1973 war es der Amtssitz des Präsidenten von Island.